# Taça de Portugal 2021/22
Die Taça de Portugal 2021/22 war die 82. Austragung des portugiesischen Pokalwettbewerbs. Er wurde vom portugiesischen Fußballverband ausgetragen.
In der ersten Runde wurden die 88 Teilnehmer in acht regionale Gruppen eingeteilt. Dies ermöglichte kürzere Reisen und verbesserte die Spiele mit größerer regionaler Rivalität. 32 weitere Vereine erhielten ein Freilos und starteten in der zweiten Runde.
Die Mannschaften aus der zweitklassigen Liga Portugal 2, die in der zweiten Runde einstiegen, mussten gemäß der Wettbewerbsbestimmungen auswärts antreten. Das Gleiche galt für die Teams der Primeira Liga in der dritten Runde. Ab der vierten Runde wurde dann ohne Beschränkungen gelost.
Das Halbfinale wurde in Hin- und Rückspiel ausgetragen. Alle anderen Begegnungen wurden in einem Spiel entschieden. Bei unentschiedenem Ausgang wurde das Spiel um zweimal 15 Minuten verlängert, und wenn nötig im anschließenden Elfmeterschießen entschieden.

## Teilnehmende Teams
| Primeira Liga (18) | Primeira Liga (18) | Liga Portugal 2 (16) | Liga Portugal 2 (16) |
| --- | --- | --- | --- |
| - FC Arouca - Belenenses SAD - Benfica Lissabon - Sporting Braga - Boavista Porto - GD Estoril Praia - Gil Vicente FC - FC Famalicão - Marítimo Funchal | - Moreirense FC - FC Paços de Ferreira - Portimonense SC - FC Porto - CD Santa Clara - Sporting Lissabon - CD Tondela - Vitória Guimarães - FC Vizela                                                                                        | - Académica de Coimbra - Académico de Viseu FC - Casa Pia AC - GD Chaves - SC Covilhã - CF Estrela Amadora - SC Farense - CD Feirense | - Leixões SC - CD Mafra - Nacional Funchal - FC Penafiel - Rio Ave FC - CD Trofense - Varzim SC - UD Vilafranquense |
| Liga 3 (21) | | | |
| - FC Alverca - Amora FC - Anadia FC * - Caldas SC - CF Canelas 2010 - CD Cova da Piedade * | - AD Fafe - FC Felgueiras 1932 - Lusitânia Lourosa - CDC Montalegre - FC Oliveira Hospital * | - UD Oliveirense - Oriental Dragon FC - Real SC Queluz - Pevidém SC * - AD Sanjoanense | - SC São João de Ver * - SC União Torreense * - União Leiria * - UD Santarém - Vitória Setúbal * |
| Campeonato de Portugal (58) | | | |
| - Amarante FC - FC Barreirense - Belenenses Lissabon * - Benfica e Castelo Branco - Berço SC - AD Camacha - CSD Câmara de Lobos - AD Castro Daire - GD Coruchense * - Condeixa ACD * - O Elvas CAD - SC Espinho - CR Ferreira de Aves * - GD Fontinhas * - Forjães SC | - Gondomar SC - CD Gouveia - Imortal DC - SC Ideal - CF Esperança Lagos * - Juventude Évora - Leça FC - AD Limianos - Louletano DC - GS Loures - SC Maria da Fonte - CA Macedo de Cavaleiros - AC Marinhense - Merelinense FC - SC Mirandela | - LGC Moncarapachense - ARC Oleiros * - SC Olhanense - USC Paredes - GD Peniche - CA Pêro Pinheiro * - CD Pinhalnovense - SC Praiense - CD Rabo Peixe * - SG Sacavenense - SC Salgueiros - GD Santa Cruz Alvarenga - FC Santa Marta - AR São Martinho | - FC Serpa * - Sertanense FC - Vitória Sernache - Sport União Sintrense - FC Tirsense - União de Coimbra - União Idanhense - União Madeira * - União de Montemor * - Valadares Gaia FC * - SC Vianense - Vilaverdense FC * - AC Vila Meã - SC Vila Real |
| Distrikte (41) | | | |
| - Benfica Abrantes - GD Águias Moradal - FC Alpendorada * - Ançã FC - Benfica Arronches - GD Cerva - CD Cinfães - SF Damaiense - Eléctrico Ponte de Sor - CD Estarreja - FC Ferreiras                                                                                 | - SCD Glória do Ribatejo - Graziosa FC * - Guarda Dosportiva - GD Joane - SC Lusitânia - Lusitano Évora 1911 - AD Machico - UDRC Mata Mourisquense - CDR Moimenta da Beira - CD Olivais e Moscavide *                                        | - FC Pedroso - ACD Penedo Gordo - Sporting Pombal * - Âncora Praia FC - CD Rebordelo * - SC Régua - Ribeirão 1968 FC * - GD São Roque * - União Futebol Comércio e Indústria - GD Trancoso                                                            | - União Culatrense - CF União de Lamas - União FC Moitense * - SC Valenciano - CF Vasco da Gama - Vasco da Gama VF do Campo - Estrela Vendas Novas * - GR Vigor Mocidade - CDRC Vila Velha Ródão - FC Vinhais *                                         |

## 1. Runde
Teilnehmer waren 21 Vereine aus der Liga 3, 58 Vereine aus der viertklassigen Campeonato de Portugal und 41 Vereine der Distriktverbände. Davon erhielten insgesamt 32 Vereine ein Freilos. Reservemannschaften von Profiklubs waren nicht teilnahmeberechtigt.

### Série A
| Datum      |                         | Ergebnis |                   |
| ---------- | ----------------------- | -------- | ----------------- |
| 09.09.2021 | AD Limianos             | 3:2      | CDC Montalegre    |
| 11.09.2021 | SC Mirandela            | 0:1      | AD Fafe           |
| 11.09.2021 | SC Vianense             | 2:1      | Âncora Praia FC   |
| 11.09.2021 | SC Valenciano           | 2:4      | Merelinense FC    |
| 11.09.2021 | GD Cerva                | 1:3      | SC Maria da Fonte |
| 11.09.2021 | CA Macedo de Cavaleiros | 1:0      | Forjães SC        |

### Série B
| Datum      |                    | Ergebnis              |                     |
| ---------- | ------------------ | --------------------- | ------------------- |
| 11.09.2021 | FC Santa Marta     | 0:3                   | AD Camacha          |
| 11.09.2021 | AD Machico         | 0:5                   | AR São Martinho     |
| 11.09.2021 | Berço SC           | 2:1                   | GD Joane            |
| 11.09.2021 | AC Vila Meã        | 3:3 n. V. (4:2 i. E.) | Amarante FC         |
| 11.09.2021 | FC Felgueiras 1932 | 3:0                   | CSD Câmara de Lobos |
| 12.09.2021 | SC Vila Real       | 1:1 n. V. (5:4 i. E.) | FC Tirsense         |

### Série C
| Datum      |                       | Ergebnis              |                   |
| ---------- | --------------------- | --------------------- | ----------------- |
| 11.09.2021 | Gondomar SC           | 2:3                   | SC Salgueiros     |
| 11.09.2021 | Leça FC               | 1:0                   | Lusitânia Lourosa |
| 11.09.2021 | CDR Moimenta da Beira | 2:3                   | CD Cinfães        |
| 11.09.2021 | CF Canelas 2010       | 12:00                 | SC Régua          |
| 11.09.2021 | FC Pedroso            | 0:2                   | USC Paredes       |
| 12.09.2021 | CF União de Lamas     | 1:1 n. V. (6:7 i. E.) | SC Espinho        |

### Série D
| Datum      |                         | Ergebnis              |                   |
| ---------- | ----------------------- | --------------------- | ----------------- |
| 11.09.2021 | GD Santa Cruz Alvarenga | 3:1                   | CD Gouveia        |
| 11.09.2021 | AD Castro Daire         | 1:0                   | GD Trancoso       |
| 11.09.2021 | CD Estarreja            | 1:2                   | GD Águias Moradal |
| 11.09.2021 | UD Oliveirense          | 6:0                   | Guarda Dosportiva |
| 11.09.2021 | Ançã FC                 | 1:0                   | AD Sanjoanense    |
| 11.09.2021 | GR Vigor Mocidade       | 0:0 n. V. (3:4 i. E.) | União de Coimbra  |

### Série E
| Datum      |                          | Ergebnis  |                        |
| ---------- | ------------------------ | --------- | ---------------------- |
| 11.09.2021 | Benfica e Castelo Branco | 1:0       | UDRC Mata Mourisquense |
| 11.09.2021 | Benfica Abrantes         | 2:4 n. V. | Caldas SC              |
| 11.09.2021 | CDRC Vila Velha Ródão    | 0:3       | Vitória Sernache       |
| 11.09.2021 | AC Marinhense            | 1:2       | União Idanhense        |
| 11.09.2021 | Sertanense FC            | 2:0       | GD Peniche             |

### Série F
| Datum      |                        | Ergebnis              |                           |
| ---------- | ---------------------- | --------------------- | ------------------------- |
| 11.09.2021 | FC Alverca             | 6:0                   | Eléctrico Ponte de Sor    |
| 11.09.2021 | SCD Glória do Ribatejo | 0:4                   | Sport União Sintrense     |
| 11.09.2021 | O Elvas CAD            | 0:2                   | SG Sacavenense            |
| 11.09.2021 | UD Santarém            | 0:0 n. V. (1:3 i. E.) | GS Loures                 |
| 12.09.2021 | Benfica Arronches      | 3:3 n. V. (5:3 i. E.) | Vasco da Gama VF do Campo |

### Série G
| Datum      |                     | Ergebnis |                    |
| ---------- | ------------------- | -------- | ------------------ |
| 10.09.2021 | Real SC Queluz      | 1:0      | FC Barreirense     |
| 11.09.2021 | SC Praiense         | 0:1      | SC Ideal           |
| 11.09.2021 | Lusitano Évora 1911 | 1:2      | Oriental Dragon FC |
| 11.09.2021 | CD Pinhalnovense    | 0:2      | Amora FC           |
| 12.09.2021 | SF Damaiense        | 3:1      | SC Lusitânia       |

### Série H
| Datum      |                     | Ergebnis              |                                    |
| ---------- | ------------------- | --------------------- | ---------------------------------- |
| 11.09.2021 | FC Ferreiras        | 1:0                   | ACD Penedo Gordo                   |
| 11.09.2021 | CF Vasco da Gama    | 1:2                   | Imortal DC                         |
| 11.09.2021 | SC Olhanense        | 1:0                   | Juventude Évora                    |
| 11.09.2021 | União Culatrense    | 1:2                   | Louletano DC                       |
| 11.09.2021 | LGC Moncarapachense | 1:1 n. V. (1:4 i. E.) | União Futebol Comércio e Indústria |

## 2. Runde
Zu den 76 qualifizierten Teams aus der 1. Runde kamen 16 Vereine aus der Liga Portugal 2. Diese mussten auswärts antreten. Reservemannschaften von Profiklubs waren nicht teilnahmeberechtigt.
| Datum      |                                    | Ergebnis               |                          |
| ---------- | ---------------------------------- | ---------------------- | ------------------------ |
| 23.09.2021 | Real SC Queluz                     | 2:1 n. V.              | CD Cova da Piedade       |
| 24.09.2021 | FC Alverca                         | 3:1                    | SC Vila Real             |
| 25.09.2021 | SC Vianense                        | 0:2                    | Vitória Setúbal          |
| 25.09.2021 | União de Coimbra                   | 2:1                    | Graziosa FC              |
| 25.09.2021 | SC São João de Ver                 | 1:3 n. V.              | Leixões SC               |
| 25.09.2021 | União Futebol Comércio e Indústria | 1:1 n. V. (5:6 i. E.)  | União Leiria             |
| 25.09.2021 | FC Serpa                           | 4:0                    | CD Olivais e Moscavide   |
| 25.09.2021 | FC Oliveira Hospital               | 5:0                    | União Madeira            |
| 25.09.2021 | GD Águias Moradal                  | 2:1                    | SF Damaiense             |
| 25.09.2021 | SC Olhanense                       | 1:0                    | GD Santa Cruz Alvarenga  |
| 25.09.2021 | GD Fontinhas                       | 0:1                    | SC União Torreense       |
| 25.09.2021 | AD Camacha                         | 6:1                    | Ribeirão 1968 FC         |
| 25.09.2021 | União de Montemor                  | 0:2                    | Länk Vilaverdense        |
| 25.09.2021 | Sport União Sintrense              | 1:1 n. V. (7:6 i. E.)  | CA Macedo de Cavaleiros  |
| 25.09.2021 | CD Rebordelo                       | 1:2                    | CD Cinfães               |
| 25.09.2021 | AR São Martinho                    | 0:1                    | Benfica e Castelo Branco |
| 25.09.2021 | SG Sacavenense                     | 0:4                    | AD Fafe                  |
| 25.09.2021 | AD Limianos                        | 0:1                    | Berço SC                 |
| 25.09.2021 | UD Oliveirense                     | 3:0                    | Benfica Arronches        |
| 25.09.2021 | Sporting Pombal                    | 0:4                    | Leça FC                  |
| 25.09.2021 | União FC Moitense                  | 2:1                    | Ançã FC                  |
| 25.09.2021 | GS Loures                          | 2:2 n. V. (9:10 i. E.) | Oriental Dragon FC       |
| 25.09.2021 | Caldas SC                          | 1:0                    | Amora FC                 |
| 25.09.2021 | Estrela Vendas Novas               | 0:2                    | USC Paredes              |
| 25.09.2021 | FC Vinhais                         | 0:3                    | Nacional Funchal         |
| 25.09.2021 | União Idanhense                    | 0:2                    | SC Covilhã               |
| 25.09.2021 | GD São Roque                       | 0:3                    | SC Farense               |
| 25.09.2021 | CF Canelas 2010                    | 2:4                    | Casa Pia AC              |
| 25.09.2021 | CR Ferreira de Aves                | 0:1 n. V.              | Académico de Viseu FC    |
| 25.09.2021 | Sertanense FC                      | 0:1                    | CD Mafra                 |
| 25.09.2021 | AC Vila Meã                        | 1:5                    | CD Feirense              |
| 25.09.2021 | SC Espinho                         | 1:0                    | Merelinense FC           |
| 25.09.2021 | Condeixa ACD                       | 4:3 n. V.              | CF Esperança Lagos       |
| 25.09.2021 | Imortal DC                         | 0:2                    | UD Vilafranquense        |
| 25.09.2021 | Pevidém SC                         | 1:3                    | CD Trofense              |
| 25.09.2021 | FC Alpendorada                     | 1:2 n. V.              | Académica de Coimbra     |
| 25.09.2021 | Belenenses Lissabon                | 5:3                    | CA Pêro Pinheiro         |
| 25.09.2021 | Anadia FC                          | 3:1                    | GD Coruchense            |
| 25.09.2021 | Louletano DC                       | 3:1                    | SC Salgueiros            |
| 25.09.2021 | FC Ferreiras                       | 0:3                    | CF Estrela Amadora       |
| 25.09.2021 | CD Rabo Peixe                      | 2:3                    | AD Castro Daire          |
| 25.09.2021 | FC Felgueiras 1932                 | 2:0                    | GD Chaves                |
| 26.09.2021 | ARC Oleiros                        | 0:2                    | Varzim SC                |
| 26.09.2021 | SC Ideal                           | 0:3                    | Valadares Gaia FC        |
| 26.09.2021 | Vitória Sernache                   | 1:3                    | Rio Ave FC               |
| 26.09.2021 | SC Maria da Fonte                  | 0:1                    | FC Penafiel              |

## 3. Runde
Zu den 46 Siegern der 2. Runde kamen die 18 Vereine der Primera Liga hinzu. Diese mussten auswärts antreten.
| Datum      |                          | Ergebnis              |                       |
| ---------- | ------------------------ | --------------------- | --------------------- |
| 15.10.2021 | Académica de Coimbra     | 0:4                   | FC Famalicão          |
| 15.10.2021 | Sport União Sintrense    | 0:5                   | FC Porto              |
| 15.10.2021 | Belenenses Lissabon      | 0:4                   | Sporting Lissabon     |
| 16.10.2021 | UD Oliveirense           | 0:1                   | Portimonense SC       |
| 16.10.2021 | UD Vilafranquense        | 3:2 n. V.             | Real SC Queluz        |
| 16.10.2021 | SC Espinho               | 0:1 n. V.             | Caldas SC             |
| 16.10.2021 | Leixões SC               | 5:1                   | Länk Vilaverdense     |
| 16.10.2021 | Valadares Gaia FC        | 1:3                   | Casa Pia AC           |
| 16.10.2021 | Oriental Dragon FC       | 2:3 n. V.             | Moreirense FC         |
| 16.10.2021 | USC Paredes              | 3:1                   | Académico de Viseu FC |
| 16.10.2021 | Berço SC                 | 1:2 n. V.             | Belenenses SAD        |
| 16.10.2021 | AD Camacha               | 1:2                   | CD Tondela            |
| 16.10.2021 | União Leiria             | 0:2                   | CD Santa Clara        |
| 16.10.2021 | Louletano DC             | 1:2                   | CF Estrela Amadora    |
| 16.10.2021 | CD Trofense              | 1:2 n. V.             | Benfica Lissabon      |
| 17.10.2021 | Varzim SC                | 2:2 n. V. (3:2 i. E.) | Marítimo Funchal      |
| 17.10.2021 | Vitória Setúbal          | 0:2                   | FC Vizela             |
| 17.10.2021 | FC Alverca               | 4:1                   | Anadia FC             |
| 17.10.2021 | CD Mafra                 | 3:0                   | União de Coimbra      |
| 17.10.2021 | CD Cinfães               | 0:4                   | SC Farense            |
| 17.10.2021 | CD Feirense              | 3:1 n. V.             | Nacional Funchal      |
| 17.10.2021 | Benfica e Castelo Branco | 1:2                   | FC Penafiel           |
| 17.10.2021 | FC Serpa                 | 0:0 n. V. (7:6 i. E.) | SC Covilhã            |
| 17.10.2021 | AD Castro Daire          | 2:2 n. V. (1:4 i. E.) | SC Olhanense          |
| 17.10.2021 | União FC Moitense        | 0:5                   | Sporting Braga        |
| 17.10.2021 | GD Águias Moradal        | 0:3                   | FC Paços de Ferreira  |
| 17.10.2021 | Condeixa ACD             | 0:5                   | Gil Vicente FC        |
| 17.10.2021 | FC Felgueiras 1932       | 0:1                   | GD Estoril Praia      |
| 17.10.2021 | SC União Torreense       | 1:1 n. V. (3:1 i. E.) | AD Fafe               |
| 17.10.2021 | FC Oliveira Hospital     | 3:3 n. V. (4:5 i. E.) | Vitória Guimarães     |
| 17.10.2021 | Rio Ave FC               | 4:0                   | Boavista Porto        |
| 17.10.2021 | Leça FC                  | 1:1 n. V. (2:1 i. E.) | FC Arouca             |

## 4. Runde
Ab dieser Runde wurden die Paarungen ohne Beschränkung der Ligazugehörigkeit gelost.
| Datum      |                   | Ergebnis |                      |
| ---------- | ----------------- | -------- | -------------------- |
| 18.11.2021 | Sporting Lissabon | 2:1      | Varzim SC            |
| 19.11.2021 | Casa Pia AC       | 3:1      | SC Farense           |
| 19.11.2021 | FC Penafiel       | 0:3      | Portimonense SC      |
| 19.11.2021 | Benfica Lissabon  | 4:1      | FC Paços de Ferreira |
| 20.11.2021 | Leça FC           | 1:0      | Gil Vicente FC       |
| 20.11.2021 | FC Vizela         | 2:0      | CF Estrela Amadora   |
| 20.11.2021 | Rio Ave FC        | 2:1      | SC Olhanense         |
| 20.11.2021 | Sporting Braga    | 6:0      | CD Santa Clara       |
| 20.11.2021 | FC Alverca        | 1:2      | FC Famalicão         |
| 20.11.2021 | FC Porto          | 5:1      | CD Feirense          |
| 21.11.2021 | FC Serpa          | 0:5      | GD Estoril Praia     |
| 21.11.2021 | UD Vilafranquense | 0:1      | CD Mafra             |
| 21.11.2021 | USC Paredes       | 1:0      | SC União Torreense   |
| 21.11.2021 | Caldas SC         | 3:5      | Belenenses SAD       |
| 21.11.2021 | Moreirense FC     | 3:2      | Vitória Guimarães    |
| 22.11.2021 | CD Tondela        | 3:1      | Leixões SC           |

## Achtelfinale
| Datum      |              | Ergebnis              |                   |
| ---------- | ------------ | --------------------- | ----------------- |
| 21.12.2021 | CD Tondela   | 3:1                   | GD Estoril Praia  |
| 21.12.2021 | FC Famalicão | 1:1 n. V. (2:4 i. E.) | Portimonense SC   |
| 22.12.2021 | Leça FC      | 1:1 n. V. (6:5 i. E.) | USC Paredes       |
| 22.12.2021 | Casa Pia AC  | 1:2                   | Sporting Lissabon |
| 23.12.2021 | CD Mafra     | 3:1                   | Moreirense FC     |
| 23.12.2021 | Rio Ave FC   | 1:1 n. V. (6:5 i. E.) | Belenenses SAD    |
| 23.12.2021 | FC Vizela    | 1:0                   | Sporting Braga    |
| 23.12.2021 | FC Porto     | 3:0                   | Benfica Lissabon  |

## Viertelfinale
| Datum      |                 | Ergebnis  |                   |
| ---------- | --------------- | --------- | ----------------- |
| 11.01.2022 | Leça FC         | 0:4       | Sporting Lissabon |
| 12.01.2022 | Rio Ave FC      | 0:1 n. V. | CD Tondela        |
| 12.01.2022 | FC Vizela       | 1:3       | FC Porto          |
| 13.01.2022 | Portimonense SC | 2:4       | CD Mafra          |

## Halbfinale
| Datum                   |                   | Gesamt |          | Hinspiel | Rückspiel |
| ----------------------- | ----------------- | ------ | -------- | -------- | --------- |
| 02.03.2022 / 21.04.2022 | Sporting Lissabon | 1:3    | FC Porto | 1:2      | 0:1       |
| 03.03.2022 / 20.04.2022 | CD Tondela        | 4:1    | CD Mafra | 3:0      | 1:1       |

## Finale
| Paarung        | CD Tondela – FC Porto |
| Ergebnis       | 1:3 (0:1) |
| Datum          | 22. Mai 2022 um 17:15 Uhr |
| Stadion        | Estádio Nacional, Oeiras |
| Schiedsrichter | Rui Costa |
| Tore           | 0:1 Mehdi Taremi (22., Handelfmeter) 0:2 Vitinha (52.) 1:2 Neto Borges (73.) 1:3 Mehdi Taremi (74.) |
| CD Tondela     | Babacar Niasse – Tiago Almeida (69. Bebeto), Eduardo Quaresma, Marcelo Alves, Modibo Sagnan, Neto Borges – Salvador Agra (82. Juan Manuel Boselli), Pedro Augusto (56. João Pedro), Iker Undabarrena (69. Tiago Dantas), Rafael Barbosa – Daniel dos Anjos (56. Renat Dadashov) Cheftrainer: Nuno Campos |
| FC Porto       | Agustín Marchesín – João Mário, Chancel Mbemba, Pepe , Zaidu Sanusi – Otávio, Marko Grujić (83. Mateus Uribe), Vitinha – Pepê (76. Francisco Conceição), Evanilson (72. Galeno), Mehdi Taremi (84. Toni Martínez) Cheftrainer: Sérgio Conceição                                                          |
| Gelbe Karten   | Marcelo Alves (17.), Rafael Barbosa (83.) – Marko Grujić (77.), Francisco Conceição (86.) |
| Besonderheiten | Mehdi Taremi schießt Foulelfmeter an den rechten Pfosten (66.) |